# Wilhellm-ház (Miskolc)
A Wilhellm-ház Miskolcon, a Széchenyi utca 58. szám alatt áll. Két felújított épület között helyezkedik el, emiatt és saját értékei miatt is különösen indokolt a renoválása.

## Története
A telek tulajdonosa az 1793. évi telekösszeírás szerint bizonyos Sós Györgyné, 1817-ben egy Einpach Ferenc nevű iparos volt. A mai házat Weisz Náthán (Vilmos) bankár építtette. Tervezője és építésének az időpontja nem ismert, tervdokumentációja is csak töredékekben maradt hátra 1908-ból. 1895-ben Weisz Náthán magánbankházat működtetett a Deák utcában (ma Déryné utca), a Dálnoky-házban. Ezt a házat magának és családjának építtette lakóházként (1895-ben már ő volt a tulajdonos), de a földszinten és az udvari, déli irányban húzódó részeken üzleteket és bérlakásokat alakított ki. Nem tudni, mikor került a ház Wilhellm Herman tulajdonába, tény, hogy az épületet a miskolci köznyelv hamar Wilhellm-palota, vagy Wilhellm-ház néven emlegette. Wilhellm Miskolc szegény zsidónegyedéből (az Arany János utca környéke) küzdötte fel magát a város legtehetősebb polgárai, virilistái közé, s mint ilyen, a képviselő-testületbe is bekerült. Leginkább szállítmányozási vállalkozásával volt sikeres, a város legnagyobb ilyen célú cégét vezette, és elismert szakembere lett a szakmának. Korábban, 1888-ban Jenei Somával közösen a miskolci telefonhálózat létrehozásában is részt vett (ebben a vállalkozásban 1891-ig volt érdekelt). A földszinti üzletrészben eleinte bútorbolt működött, a házban fogorvos is rendelt. Wilhellm Herman 1944-ben hunyt el, az államosítások után megváltozott a bérlők névsora. A földszinti szakaszon az üzletportált teljesen lecsupaszították, a rendszerváltás utáni években egy Adidas-bolt működött benne, az udvari részen pedig élelmiszerüzlet. A portált a 2000-es években ismét átalakították, kettéosztották, egy bőrdíszműves és egy fagyizó bérli. Az emeleten, illetve az udvari részen a lakásokon kívül több ügyvédi iroda és egy szépségszalon működik.

## Leírása
Az épület kétemeletes, tetőzete a főutcával párhuzamos sátortető. Homlokzata (az emeleten) 1+3+1 tengelyes, az 1908-as tervhez képest némileg egyszerűbb kialakítású. A földszinten eredetileg öt félkörös záródású, vakolt kváderezésű üzletportál, illetve bejárat volt. Ezt ismeretlen időben teljesen lecsupaszították, „modernizálták”. A lakóterületet a jobb (nyugati) oldalon lévő keskeny bejáraton lehet megközelíteni. A homlokzaton három erkélyt helyeztek el: az első emelet két szélső tengelyében egy-egy kisebb félkörös, a második emelet középső tengelyében pedig egyetlen – szintén nem túl széles – szögletes kialakításút. Az erkélyek kovácsoltvas ráccsal vannak ellátva, eredetiek. Az épület homlokzatán váltakozva vakolt és klinkertéglás felületek vannak. Az első emeleti nyílászárók félköríves záródásúak, díszes szemöldökpárkányokkal. A második emeleti ablakok egyenes záródásúak. A tetőtől kiindulva a tengelyek között enyhe kiülésű, vízszintesen hornyolt lizénák húzódnak az osztópárkányig, eredetileg talán a földszintig értek. A koronázópárkányt álkonzolok támasztják alá. A tető előtt, a középső három tengely szélességében eredetileg díszes attikafal húzódott, fölöttük a tetőn három kerek világítóablak helyezkedett el. A ház udvari része nyugat felé nyitott U alakban beépített, az emeleten függőfolyosókkal. A Szinva felőli (déli) oldal háromtengelyes, egyszerű homlokzattal rendelkezik, ahol egy szépségszalonnak van – valószínűleg ritkán használt – bejárata. 

## Képek

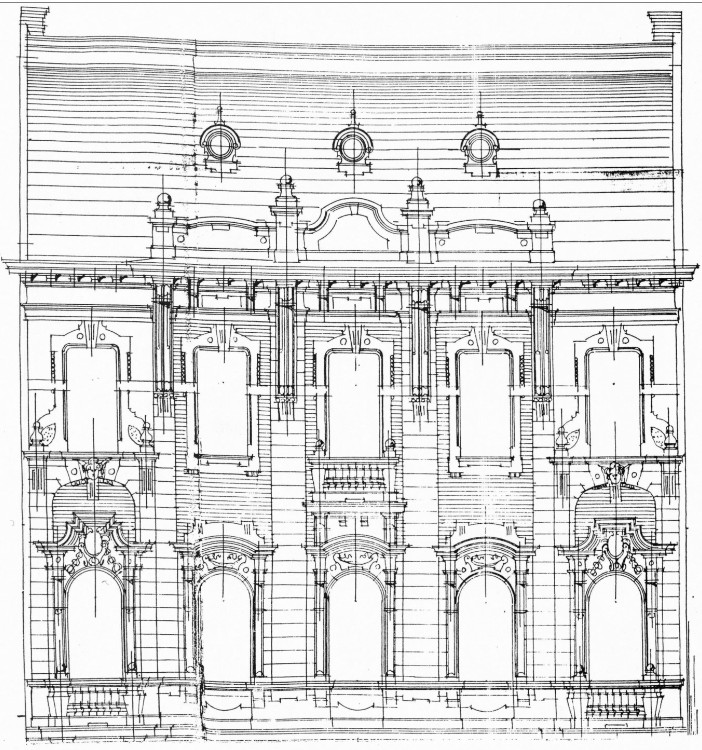
Az emeleti rész homlokzati terve, 1908
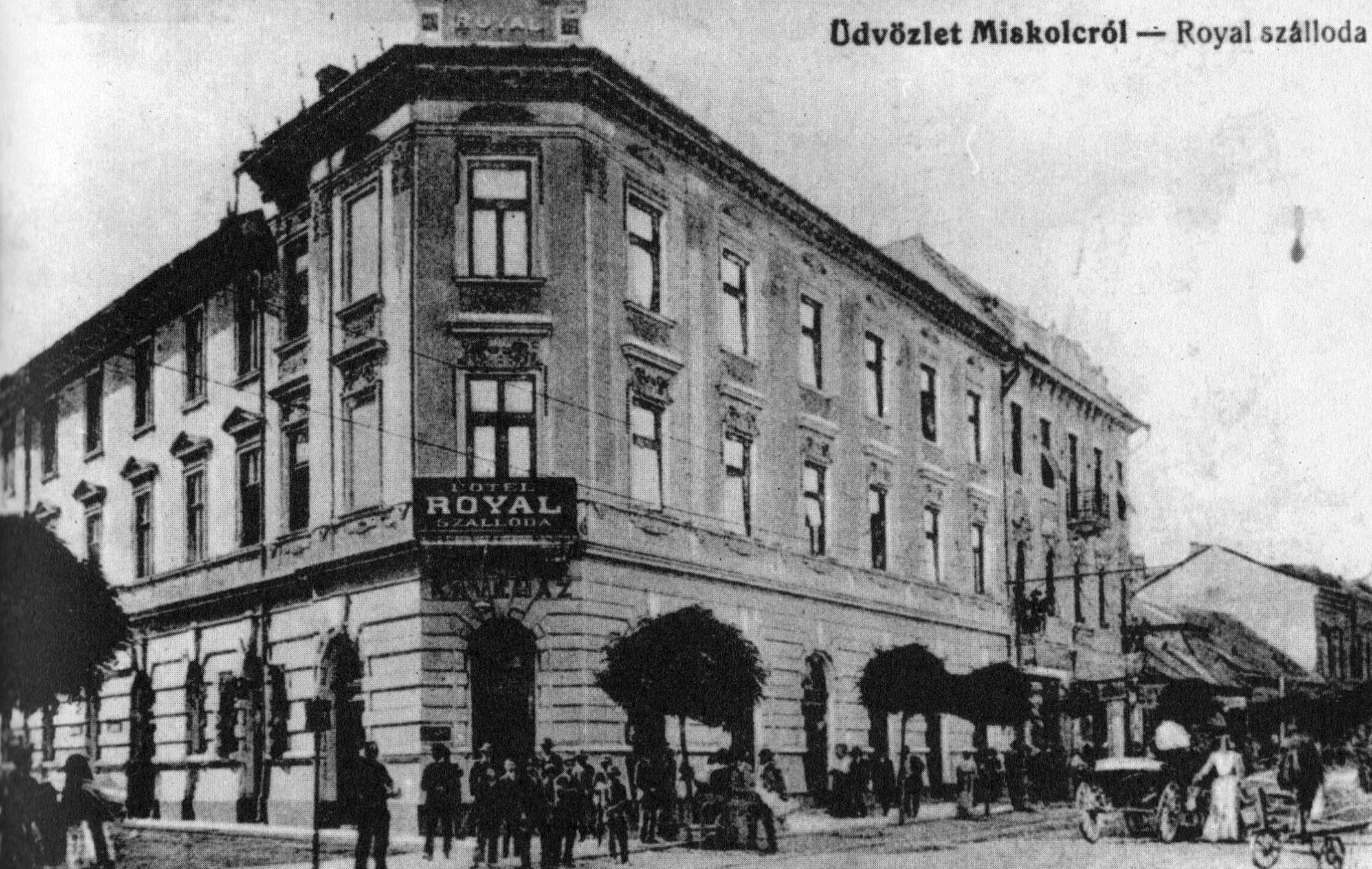
A Royal szálloda mellett 1910-ben
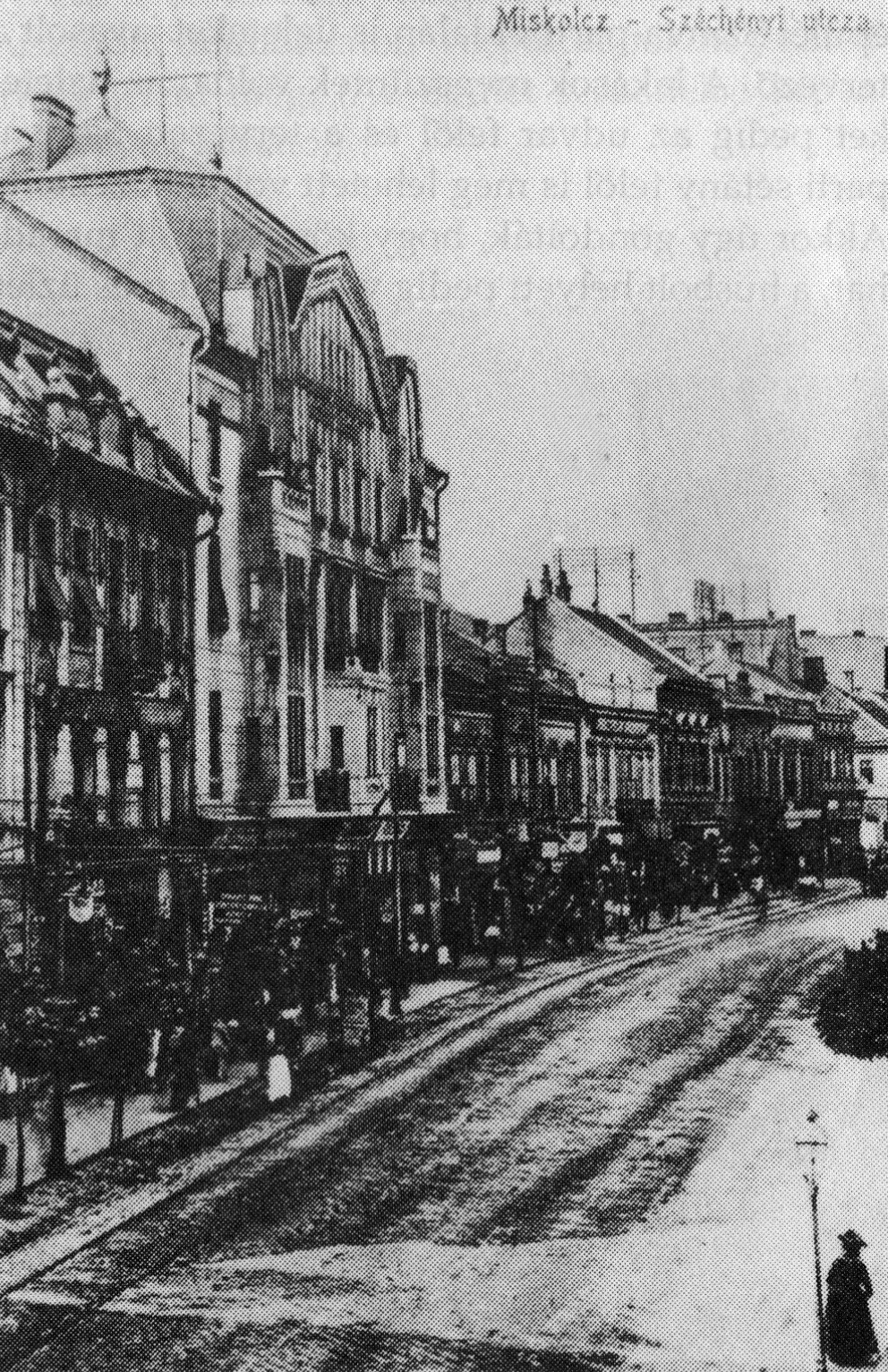
A Takarékpénztár épülete mellett, bal oldalon, 1911-ben
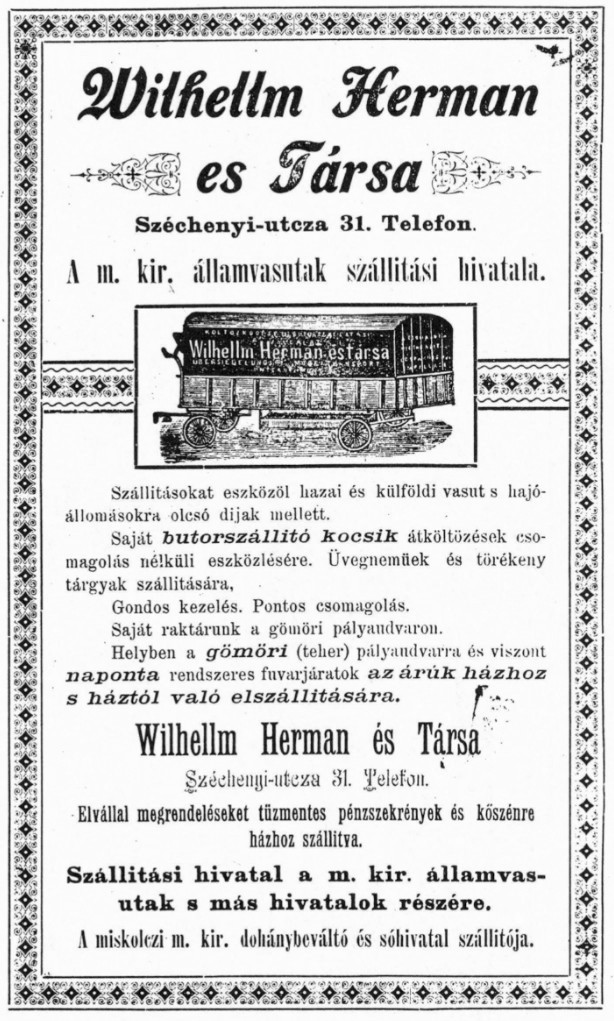
Wilhellm sajtóreklámja 1895-ből
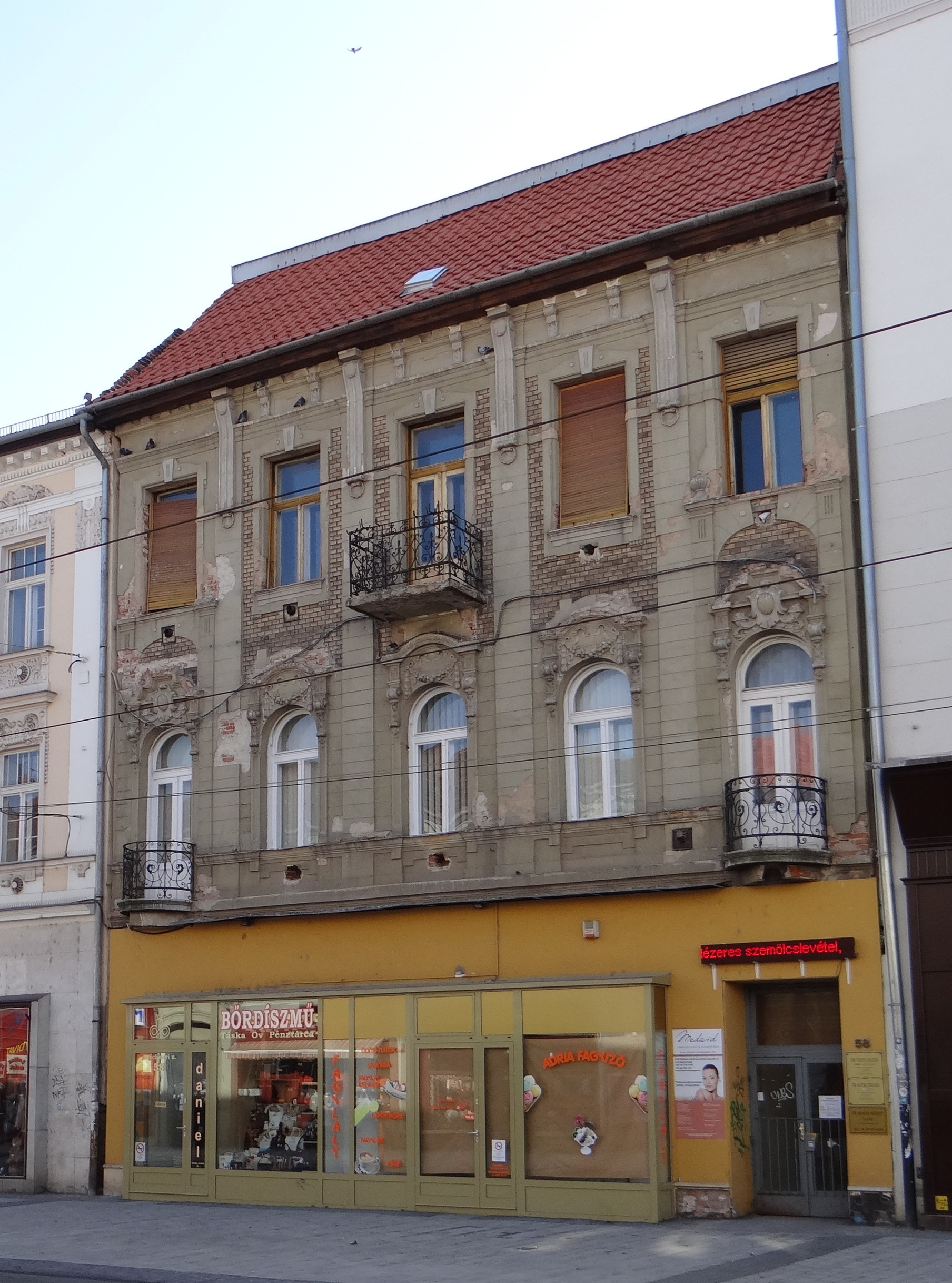
Az épület megjelenése a főutcán
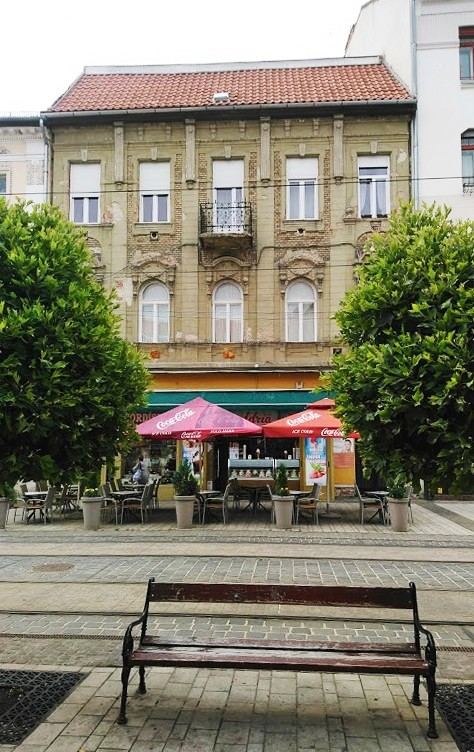
A fagylaltozó terasza
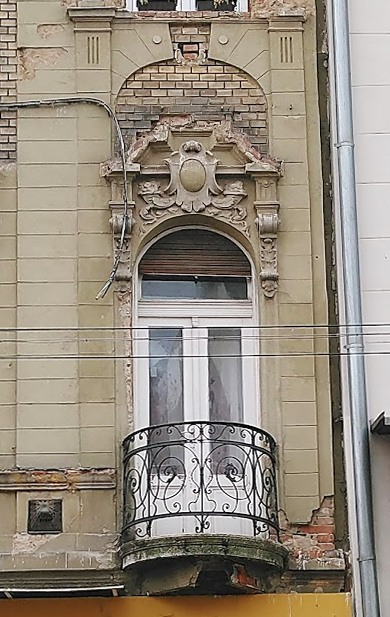
A jobb oldali erkély
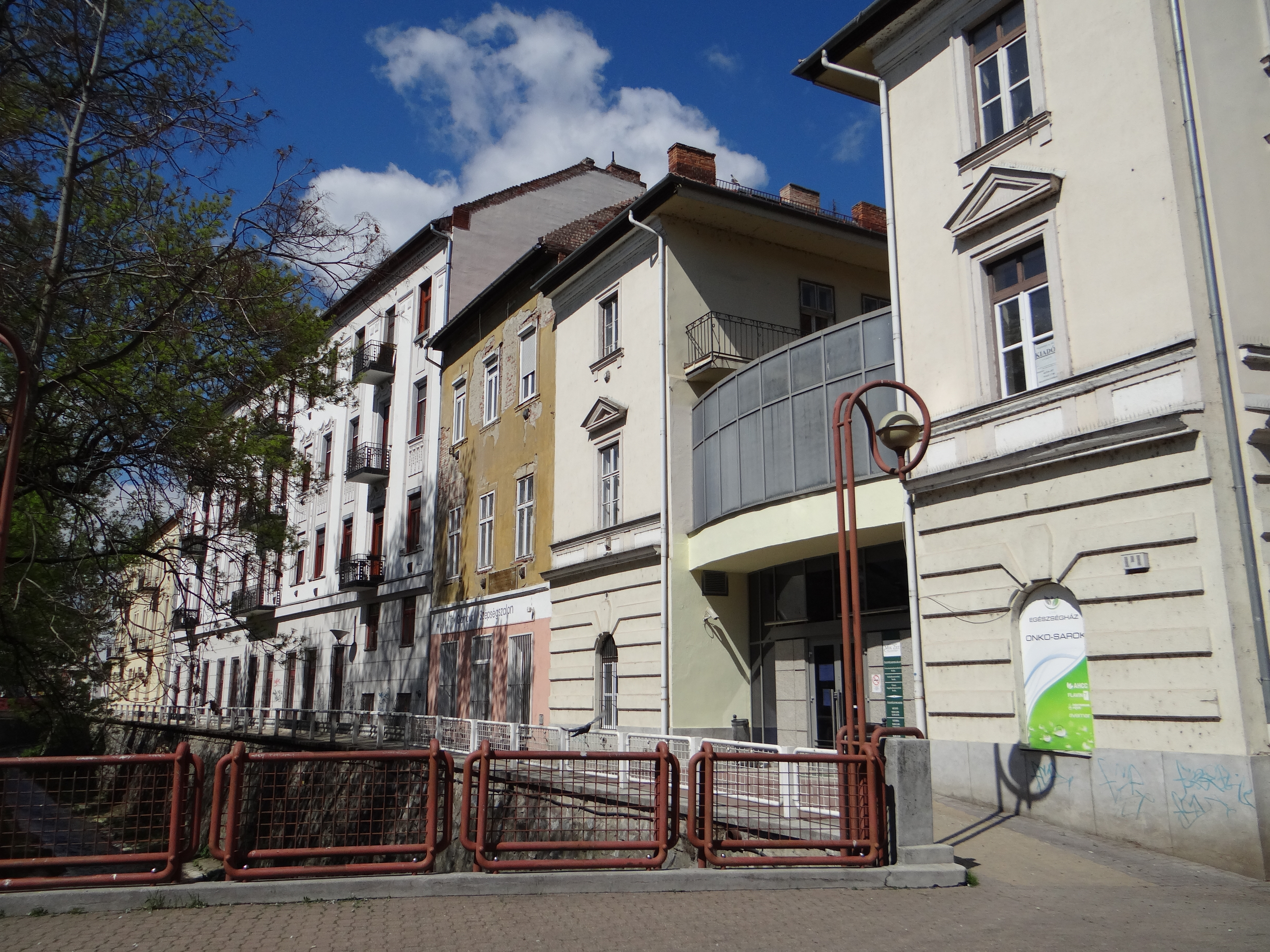
Az épület hátsó frontja (a 60. és az 56. szám között)